# Trautenberg (Adelsgeschlecht)

Stammwappen derer von Trauttenberg

Trautenberg (auch Trauttenberg) ist der Name eines alten oberpfälzischen bzw. fränkischen Adelsgeschlechts mit Stammhaus im gleichnamigen Trautenberg. heute Ortsteil von Krummennaab.

## Geschichte

### Ursprung auf Burg Trautenberg bei Krummennaab
Die Familie von Trautenberg gründete die gleichnamige Burg Trautenberg bei Krummennaab im Landkreis Tirschenreuth in der Oberpfalz wohl in der Mitte des 10. Jahrhunderts. Es war neben der Burg Scheyern eine der ältesten Burgen im süddeutschen Raum. Urkundlich wurde der Name aber erst 1244 mit „Marquard de Trutenberch“ bezeugt. Die ununterbrochene Stammreihe der Familie begann 1252 mit Heinrich von Trautenberg.
Die Trautenberg sind mit folgenden Adelsgeschlechtern unmittelbar verwandt: Kotzau, Sparneck, Unruh. Mit den Herrn von Streitberg waren sie mehrfach verwandt und verschwägert.
Einige Trautenberger erwarben um 1300 in den Städten Weiden, Nabburg und Amberg das Bürgerrecht und waren dort auch Bürgermeister und Ratsherren.
Im Jahr 1283 verkauften die Landgrafen von Leuchtenberg die Grafschaft Waldeck in der Oberpfalz an den Wittelsbacherherzog Ludwig den Strengen. Ab dieser Zeit spielten die Trautenberger eine bedeutende Rolle in der Verwaltung des so entstandenen herzoglichen Amtes. Bereits 1286 war Marquard von Trautenberg dort Richter und Pfleger.
Ab 1355 war Peter von Trautenberg herzoglicher Pfleger im Amt (Burg-)Lengenfeld und Kallmünz.
Die Trautenberger pflegten enge Beziehungen zu den Klöstern Speinshart und Waldsassen.

### Seitenlinie
Der Ursprung der heutigen Stadt Skalná (Wildstein) ist die seit 1166 nachweisbare Burg Wildstein. Der Ort Wildstein wurde 1224 in einem Kauf, in dem der Abt Erhard für das Kloster Waldsassen den Zehnt von Gerold von Wildstein erwarb, genannt. 1225 wurde Albert Notthafft von Wildstein als Besitzer genannt. Zum Ende des 13. Jahrhunderts erwarb Johannes Rabe auf Mechelgrün den Besitz. In der Folgezeit waren die Adelsgeschlechter Ramsperg, Schlick, Wirsperg, Trautenberg, Helmfeld,  Wolkenstein und Wildstein.
In Biedermanns Topographischer Beschreibung aus dem Jahr 1752 wird Neudorf (Heiligenstadt in Oberfranken) folgendermaßen geschildert: „Neudorf; ein kleines Dörflein von 9 Haushaltungen, auf der Höhe, eine kleine Stunde von Heiligenstadt, davon 3 Mann dem Hochstift ins Amt Waischenfeld und 6 Mann dem Herrn Großen v. Trockau, dann dem Herrn v. Trautenberg zu Wildstein in Böhmen als ein Eigentum gemeinschaftlich gehören Die adeligen beiden Teilhaber sind allda Dorfs- und Gemeinherrn und mit ihren Untertanen dem Ritterkanton Gebürg steuerbar. Die Herrn Baron v. Aufseß im unteren Schloß zu Aufseß haben privative die hohe und niedere Jagd als ein Heg auch nebst ihrem Herrn Vetter im oberen Schloß zu Aufseß, eigentlich die hohe Gerichtsbarkeit, welche bisher aber das Amt Ebermannstadt in neuen Zeiten.“

### Besitztümer

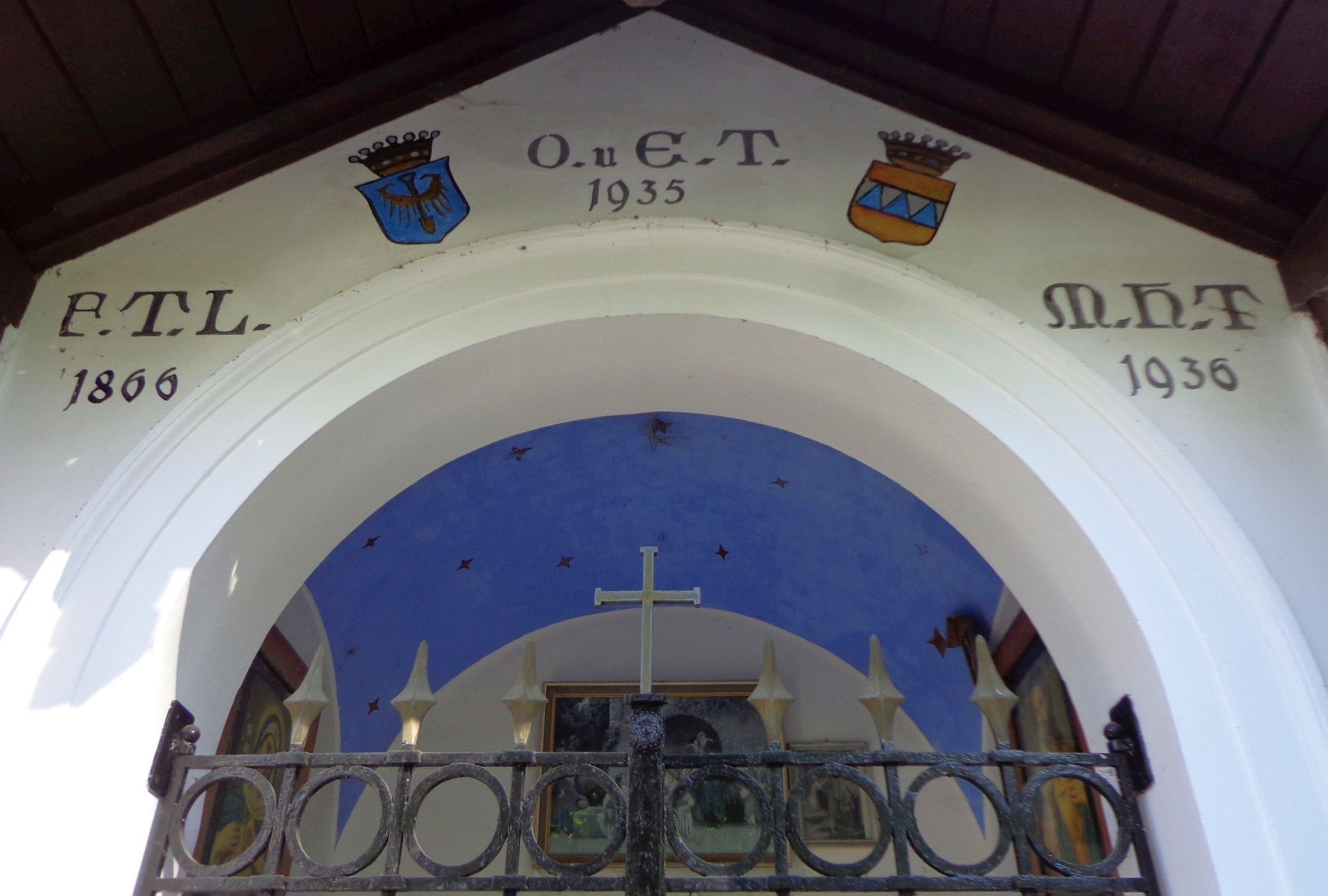
Gmunden, Österreich: Trauttenberg-Wegkapelle

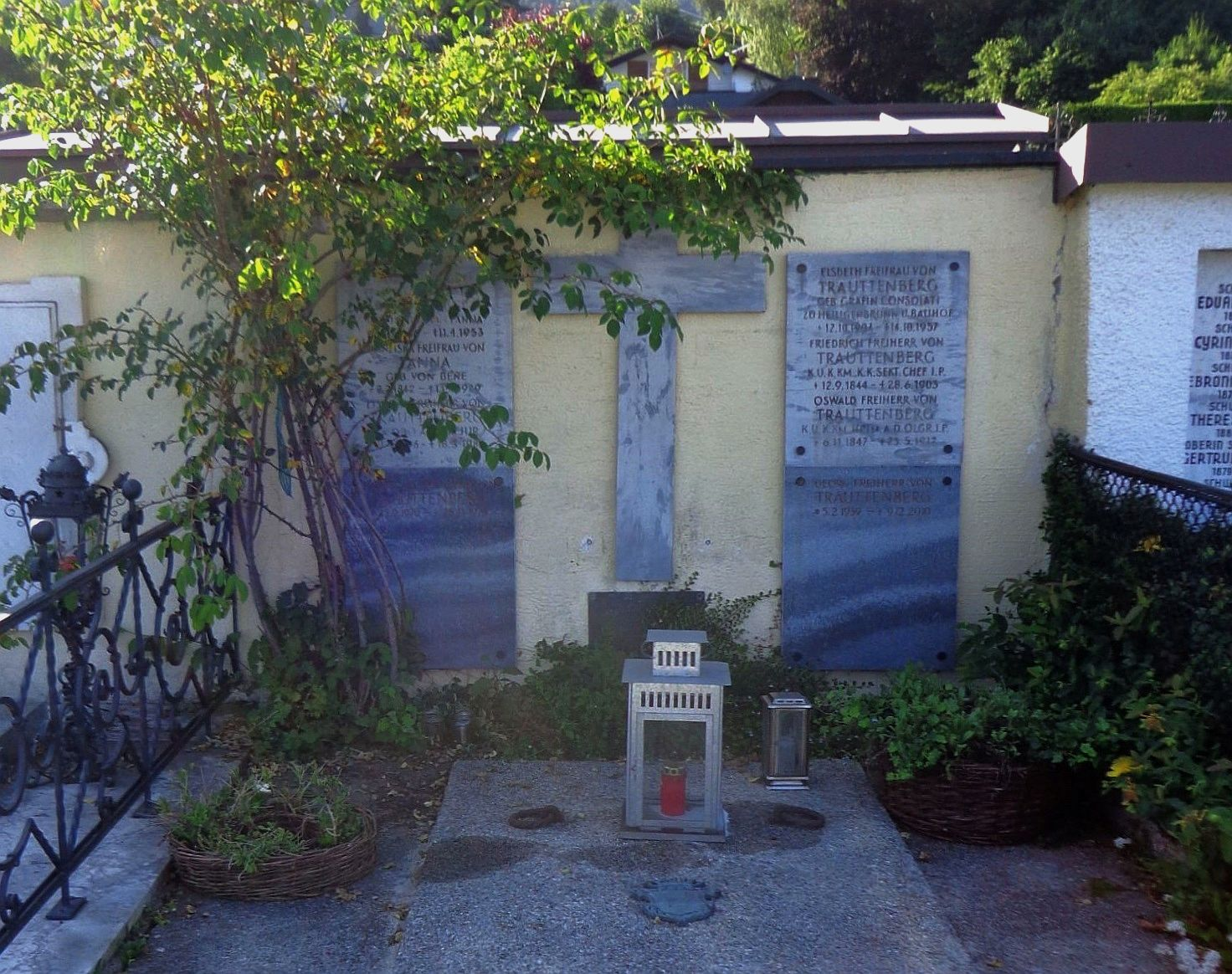
Friedhof Altmünster, Österreich: Grab der in "Villa Lanna" ansässigen Freiherren von Trauttenberg

Das Schloss Reuth befindet sich in der oberpfälzischen Gemeinde Reuth bei Erbendorf im Landkreis Tirschenreuth. Urkundlich erstmals erwähnt wurde das Schloss 1337 als Besitz der Trautenberger. Die Familie von Trautenberg gab Ende des 14. Jahrhunderts ihren Stammsitz zugunsten der Herrschaft Reuth auf. Die gesamte Gutsherrschaft ging 1602 durch Heirat an Georg Friedrich von Unruh über und gelangte an die verwandte Familie von Sparneck.
In Gmunden besitzt die Familie in der Pensionatstraße das ursprünglich für Karl Adalbert von Lanna als Villa Lanna erbaute Schloss Trauttenberg mit einem weitläufigen Park. Die Anlage, bestehend aus dem Hauptgebäude, dem Gartenpavillon, der Meierei, dem Pförtnerhaus und dem Garten, ist ein markanter architektonischer Akzent in der Landschaft des Salzkammerguts. An der Friedrich-Hebbel-Straße erinnert eine Wegkapelle an die Familie.
In Aschbach (Steiermark) befindet sich ein Jagdhaus im Besitz der Familie.

## Persönlichkeiten
- Leopold von Trauttenberg (1761–1814), österreichischer General
- Hubertus Trauttenberg (* 1941), österreichischer General[8]

## Wappen

### Familienwappen Trautenberg
Blasonierung: Das Stammwappen zeigt in Rot einen mit drei aufsteigenden Spitzen belegten silbernen Balken. Auf dem Helm mit rot-blau-silbernen Decken steht eine silberne Straußenfeder zwischen zwei wie der Schild bezeichneten Büffelhörnern.

### Gemeindewappen
Elemente des Trautenberg'schen Familienwappens finden sich auch in einigen Gemeindewappen.

Gemeindewappen von Reuth bei Erbendorf
Gemeindewappen von Krummennaab
Gemeindewappen von Studánka